# Justo José de Urquiza (Entre Ríos)
Justo José de Urquiza é uma junta de governo da província de Entre Ríos, na Argentina.